# هانيبال غودوين
هانيبال غودوين (بالإنجليزية: Hannibal Goodwin)‏ هو مصور وقسيس ومخترع أمريكي، ولد في 21 أبريل 1822 في مقاطعة تومبكينز في الولايات المتحدة، وتوفي في 31 ديسمبر 1900.

## وصلات خارجية
- هانيبال غودوين على موقع الموسوعة البريطانية (الإنجليزية)